# O Saci-Pererê: Resultado de um Inquérito
O Saci-Pererê: Resultado de um Inquérito é o primeiro livro do escritor brasileiro Monteiro Lobato (1882-1948), publicado em 1918 a partir de uma série de depoimentos reunidos pelo autor.
É o primeiro livro dedicado à crença no Saci, um dos personagens mais conhecidos do folclore brasileiro. Lobato dedicou-se ao tema motivado pelo escritor Hugo de Carvalho Ramos, que havia publicado em 1910 um conto sobre o mito, "O Saci". Lobato não assinou a obra como autor, considerando que seu papel havia sido de editor dos textos enviados.
O título, pela ortografia da época, era "O Sacy-Pererê: Resultado de um Inquérito".

## O inquérito
Em 1917, Monteiro Lobato propôs aos leitores do "Estadinho", suplemento do jornal O Estado de S. Paulo, do qual era colaborador, que enviassem cartas contando tudo o que soubessem ou tivessem ouvido falar sobre o mito do Saci-Pererê. Especificamente, pedia respostas a três perguntas:
1. Qual a sua concepção pessoal do Saci; como o recebeu na sua infância; de quem recebeu; que papel representou tal crendice na sua vida, etc.
2. Qual a forma atual da crendice na região do país em que o leitor vivia.
3. Que histórias e casos interessantes conhecia a respeito do Saci[1].

O inquérito recebeu dezenas de respostas, que apresentaram tons variados. Muitas traduziam uma nostalgia da infância passada em fazendas do interior de São Paulo e Minas Gerais, outras atribuíam a crença no Saci à ignorância da população rural. Há também referências a outras lendas brasileiras, como o lobisomen, a mula-sem-cabeça e o boitatá.

## Edições
A primeira edição da obra surgiu em 1918. Para financiar a tiragem de 2000 exemplares, Lobato acrescentou anúncios publicitários desenhados por Voltolino, nos quais o Saci apresentava e recomendava diversos produtos.
Somente 70 anos depois, em 1998, voltou às livrarias, em edição fac-similar patrocinada pela Fundação Odebrecht.
Em 2008, a Editora Globo relançou a obra, já com o título atualizado para a ortografia em vigor, portanto trocando "Sacy" por "Saci".